# اشرست
اشرست (به انگلیسی: Ashurst LLP) یک شرکت حقوقی چندملیتی است که در سال ۱۸۲۲ تأسیس شد و دفتر مرکزی آن در لندن است. این شرکت بیش از ۱٬۷۰۰ وکیل دارد و درآمد آن در سال مالی ۲۰۱۲ بالغ بر ۵۵۰ میلیون پوند بوده‌است.

## زمینه‌های کاری
- بازار سرمایه
- قراردادهای تجاری
- قانون رقابت
- قانون ساخت و ساز
- قانون شرکت‌ها
- انرژی، حمل و نقل و زیرساخت
- قانون کار
- دانش مالی
- مالکیت فکری
- صندوق‌های سرمایه‌گذاری
- برنامه ریزی
- سهام اختصاصی
- امور مالی پروژه
- املاک و مستغلات
- تجدید ساختار و ورشکستگی
- قانون مالیات

## دفاتر
- آسیا
  - پکن
  - هنگ کنگ
  - جاکارتا
  - پورت مورسبی
  - شانگهای
  - سنگاپور
  - توکیو
- استرالیا
  - آدلاید
  - بریزبن
  - کانبرا
  - ملبورن
  - پرت
  - سیدنی
- اروپا
  - بروکسل
  - فرانکفورت
  - لندن
  - مادرید
  - میلان
  - مونیخ
  - پاریس
  - رم
  - استکهلم
- خاورمیانه
  - ابوظبی
  - دبی
  - جده
- آمریکای شمالی
  - نیویورک
  - واشینگتن، دی سی